# 浙江大学环境与资源学院
浙江大学环境与资源学院是浙江大学的一个学院，成立于1999年7月，隶属于农业生命环境学部。现有环境科学系、环境工程系和资源科学系3个学系，设有环境科学、环境污染控制技术、环境保护、环境工程、环境生态工程、土水资源与环境、农业化学、农业遥感与信息技术应用8个研究所，以及1个实验教学中心。现有全日制本科生165人、硕士研究生433人、博士研究生266人、在站博士后25人。

## 重点学科
- 3个国家重点学科
- 1个浙江省重点学科
- 2个博士后流动站：环境科学与工程、农业资源利用
- 2个一级学科博士点和2个硕士点：环境科学与工程、农业资源利用
- 4个本科专业：环境科学、环境工程、农业资源与环境、资源环境科学[1]

环境科学与工程一级学科在2003年全国学科评估中名列全国第一，在2008年学科评估中名列第二；农业资源利用一级学科在2003年评估中名列全国第一，在2006年学科评估中名列第二。

## 师资力量
学院现有教职工120人，其中41名博士生导师，55名硕士生导师，40名正高职称，56名副高职称；2名国家“千人计划”入选者，3名“长江学者奖励计划”特聘教授，6名求是特聘教授，1名国家有突出贡献的中青年专家，2名浙江省特级专家，3名国家百千万人才工程，2名国家新世纪百千万人才工程。
教师中有5名国家杰出青年科学基金获得者，1名海外杰出青年基金获得者，1名入选教育部跨世纪优秀人才培养计划，1名获教育部高等学校优秀青年教师奖，7名入选教育部“新世纪优秀人才支持计划”。

## 科研
- 污染环境修复与生态健康教育部重点实验室
- 浙江省亚热带土壤与作物营养重点研究实验室
- 浙江省农业遥感与信息技术重点研究实验室
- 浙江省水体污染控制与环境安全技术重点实验室
- 浙江省有机污染过程与控制重点实验室
- 环境与资源学院环境技术研究中心
- 农业信息科学与技术中心[1]

2009年科研经费达1.15亿元，2010年科研经费1.38亿，主持1项国家水专项；2011年至今新立30项国家自然科学基金，经费2049万元。2010年发表188篇SCI收录论文。污染环境修复与生态系统健康科研团队为教育部2005年度创新团队。学院至今共获2项国家科技进步奖二等奖，有5篇全国百篇优秀博士学位论文。